# Comunitat Terapèutica de Malgrat
L'edifici de la Comunitat Terapèutica de Malgrat és un monument de Malgrat de Mar (Maresme) inclòs a l'Inventari del Patrimoni Arquitectònic Català.

## Descripció
L'edifici consta de dos cossos. Un cos, amb planta baixa i pis, destinat a l'ús hospitalari; l'altre és una capella gòtica. La façana de l'hospital és senzilla, emblanquinada, i amb l'enreixat de la finestra que es correspon amb el tipus popular de la vila. S'hi ha fet diverses reformes, com ara l'obertura de la balconada. La capella annexa presenta un portal amb llinda de carreus, una petita finestra i rosetó. La capella consta de presbiteri, sagristia, cor i espadanya campanera. Recentment s'ha fet una restauració a la teulada.

## Història
És un antic hospital per a pobres, fundat el 1443 per Huguet Descolomer, fet sobre una antiga masia, amb una capella gòtica. Des de 1889 fou atès per la comunitat religiosa de les Germanes de Sant Josep. Actualment hostatja la comunitat terapèutica de Malgrat de Mar, dedicada al tractament psiquiàtric. La capella constava d'un altar major d'estil barroc, restaurat a principis de segle, dedicat als sants Cosme i Damià. Actualment serveix de magatzem municipal.